# Jørgen Balslev Jørgensen
Jørgen Balslev Jørgensen (født 25. december 1923, død 20. januar 2006) var en dansk overkirurg og dr.med..
Efter medicinsk embedseksamen fra Københavns Universitet i 1947 gennemførte han en kirurgisk uddannelse ved Københavns Kommunehospital. Han forsvarede i 1954 disputatsen The eskimo skeleton ved Københavns Universitet og fik doktorgraden. Han blev allerede i 1955 leder af Antropologisk Laboratorium ved Københavns Universitet efter den hidtidige leder Kurt Bröstes død.
Gennem de følgende 30 år samarbejdede han med Nationalmuseet og lavede feltstudier ved udgravninger og befolkningsundersøgelser i Grønland, Alaska, Arizona, Nubien og Peru. Han ledte en fællesnordisk undersøgelse af beboerne i Upernavik i 1968 som en del af et globalt forskningsprojekt, der undersøgte menneskets tilpasning til ekstreme geografiske og klimatiske forhold.
I 1969 var han idémanden bag etableringen af Grønlandsmedicinsk Selskab og var som selskabets første formand samtidig medlem af Kommissionen for Videnskabelige Undersøgelser i Grønland.
Hans sidste store undersøgelser var en krævende feltundersøgelse i Peru og undersøgelsen af 700 grave fra en kirkegård fra Middelalderen på Sjælland. De undersøgelser fandt sted i 1980'erne. Jørgen Balslev Jørgensen fortsatte frem til sin død med at være aktiv ved Københavns Tandlægehøjskoles antropologiske enhed.
Fra 1962 til 1992 var han desuden ansat som overkirurg ved Sankt Elisabeths Hospital i København.  Her modtog han en del patienter, som var Jehovas Vidner, fordi han evnede at operere uden at der opstod blødninger.